# 齊柏林-斯塔肯R-VI轟炸機
齊柏林-斯塔肯R-VI（Zeppelin-Staaken R.VI）轟炸機是德國在第一次世界大戰時使用的四引擎戰略重型轟炸機。它是德國產量大的R轟炸機，也是最先使用封閉式機艙的軍用機之一。本型機也是第一次世界大戰期間最大的木造飛機（只有Siemens-Schuckert R.VIII 轟炸機原型機比它更大），其翼展接近波音B29超級堡壘轟炸機。
齊柏林-斯塔肯公司就是生產齊柏林飛船的生產商，該公司除了造飛船也造飛機而且是超巨型飛機，德國軍方用R作為其代號，意即巨人機，該公司在R-VI之前都製造過各種巨人機但都是單獨一架，祇有R-VI得到量產18架的訂單。

## 基本資料(R-VI型)
資料來源:The German Giants
- 機長: 22.1米
- 翼展: 42.2米
- 機高: 6.3米
- 空重: 7921公斤
- 載重: 11836公斤
- 翼面積: 332平方米

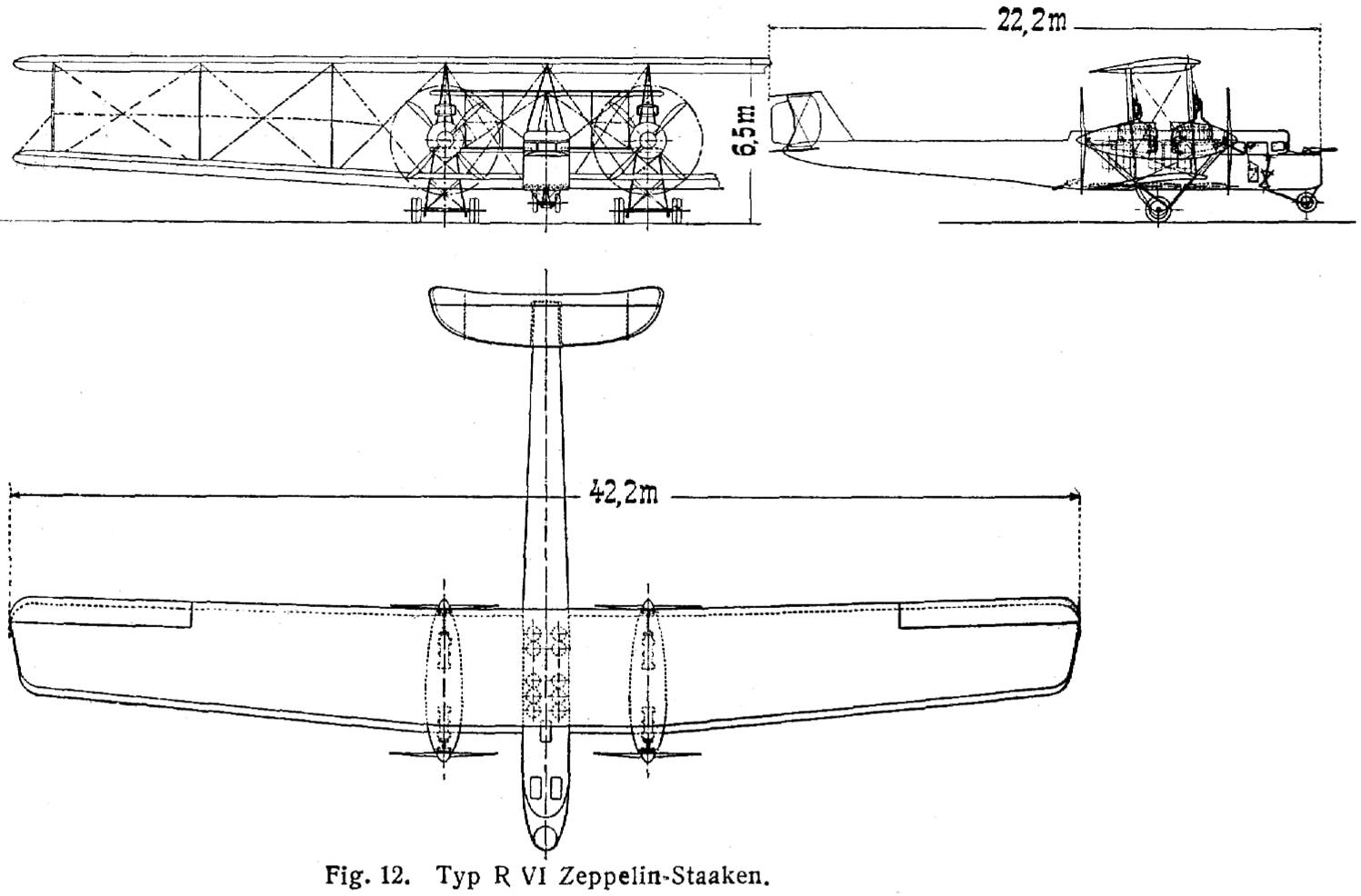
齊柏林-斯塔肯R-VI轟炸機四視圖

- 發動機: 4具奔馳D-1Va式水冷式發動機(馬力=260匹)或四具梅巴赫Mb.IVa水冷式發動機(馬力=245匹)
- 最快時速: 135公里/小時
- 續航時間: 7至10小時
- 航程: 800公里
- 昇限: 4320米
- 武裝:4支7.92毫米口徑MG14機槍+2000公斤炸彈
- 乘員:7人

## 發展簡史和設計特點

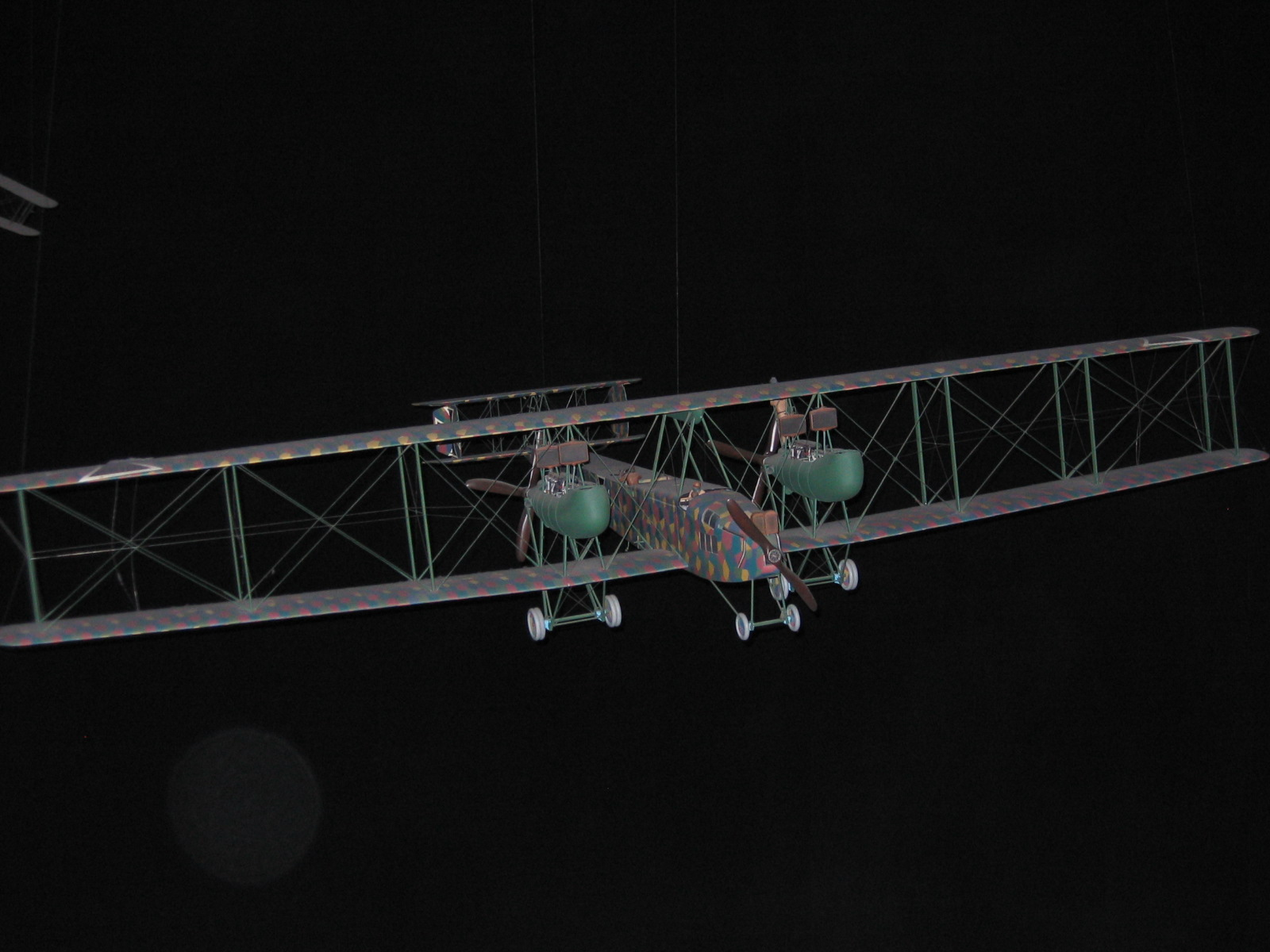
齊柏林-斯塔肯R-V轟炸機

齊柏林-斯塔肯R-VI轟炸機是其前身齊柏林-斯塔肯R-V轟炸機發展出來的，R-V有5具戴姆勒D-1Va式水冷式發動機，一具位於機首，其餘4具發動機以兩具為一組，分至於兩側機翼，各推動在後方的一個四葉螺旋槳，R-VI去掉了機首發動機，原位置改為被稱為燕巢的防衛機槍座位，四部引擎各自推動一個兩葉螺旋槳，分成兩組，以前拉後推的方式，分置於兩側機翼上。
不同於當時大多數飛機，齊柏林-斯塔肯R-VI轟炸機在機首下方也有起落架而令它不論在飛行或在地面皆是水平的，由於它龐大的機身和重量，其主起落架的車輪要兩個重疊在一起，它也需要特別加固的機場跑道。

### R.30/16測試機
R.VI R.30/16是最早使用機械增壓器的飛機，第五個發動機－奔馳D.II被安裝在機身中央，以大約6,000轉的速度驅動Brown-Boveri四級增壓器。這使得R.30/16能夠爬升到海拔19,100英尺(5,800米)。直到第二次世界大戰後期亨舍爾Hs130E再次將這一想法重新用於Höhen-Zentrale-Anlage系統時，德國才再次嘗試使用額外動力裝置為增壓器供電來增加活塞發動機輸出功率的想法。R.30/16飛機後來安裝了四個可變螺距螺旋槳，據信只有在地面才可調節螺旋槳。

## 實戰

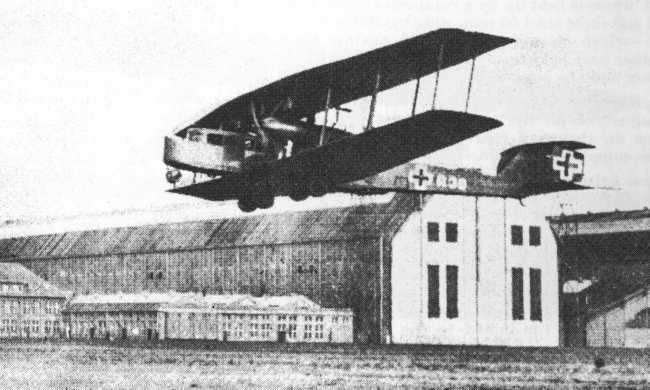
起飛出擊的齊柏林-斯塔肯R-VI轟炸機

1917年6月28日，齊柏林-斯塔肯R-VI轟炸機開始裝備在東線成立的第500和第501巨人機大隊，同年8月由庫爾蘭起飛轟炸俄軍，之後此兩隊被調往西線，第500巨人機大隊被部處在法國加斯提尼，而501被部處在比利時根特，兩隊皆以英國作為空襲目標，9月17日，齊柏林-斯塔肯R-VI轟炸機首次轟炸英國，之後在1917年12月到1918年5月，齊柏林-斯塔肯R-VI轟炸機和戈塔G轟炸機一起總共11次對包括倫敦在內的英國城市進行轟炸，投下了大約27噸炸彈，期間竟然無任何齊柏林-斯塔肯R-VI轟炸機被擊落，祇有兩架在回航時墜毀。

## 戰後
戰後總共18架的完成品，僅有6架存活或於戰後被製造出來。

## 變種

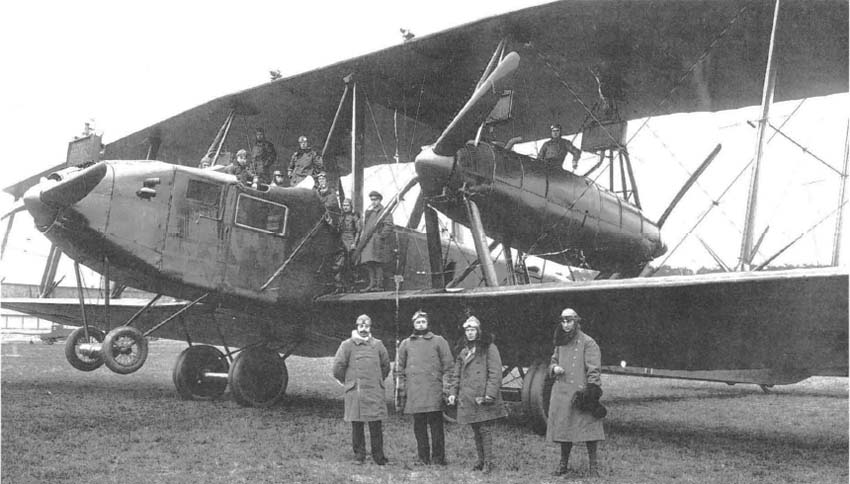
齊柏林R.XIV轟炸機

齊柏林-斯塔肯 R.VI
為該系列第一種正式投入生產的型號，使用四具梅巴赫 MbIV引擎(每具可輸出245匹馬力)或四具奔馳 D.IVa引擎(每具可輸出260匹馬力)，機身設計與前一代齊柏林-斯塔肯R-V轟炸機十分相似，不過R-VI的駕駛座艙被向前加長延伸，而位於機鼻的機槍手座艙改為可封閉式，使用系列編號R25/16到R39/16、R52/16到R54/16在德意志帝國空勤部隊中服役，但R30被用為測試平台因此並未投入服役。
齊柏林-斯塔肯 R.VII
和R.IV不同之處，R.VII的尾翼修改了支柱佈置。唯一的R.VII，序列號為R14/15，在運送到前線的過程中墜毀。僅一架被製造出來。
齊柏林-斯塔肯 R.XIV
R.XIV與以前的齊柏林-斯塔肯設計的巨人機(Riesenflugzeug)非常相似，僅在發動機安裝和細節上有所不同。五個邁巴赫MbIV發動機機艙中兩兩成對，呈推拉式，剩下的一個發動機則安裝在機頭中。
齊柏林-斯塔肯 R.XV
和R.XIV一樣的引擎布局，但在尾翼上加裝了一個大型的安定翼，總共製造了三架該型號，編號為R46/16、R47/16和R48/16，但沒有相關紀錄或證據能證明他們曾經投入作戰。
齊柏林-斯塔肯 L型水上飛機
這架飛機基本上是一架R.VI，配有大型13米（42英尺8英寸）長的硬鋁合金浮筒。德意志帝國海軍曾分配給唯一一架該型飛機1432的編號，然而飛機在試驗期間失事。僅有一架完成。
齊柏林-斯塔肯 8301型水上飛機
為了進一步為德意志帝國海軍開發有用的大型水上飛機，齊柏林-斯塔肯使用R.VI的機翼與全新機身，該機身包含了R.XV的大安定翼，懸掛在機身的中間，並使用類似於L型水上飛機的浮筒。共三架建成，序號為8301,8303和8304，其中8301也使用過陸地起落架進行測試，8302的存在尚未確認。

## 使用國家
- 德意志帝國
  - 德意志帝國空勤部隊（英语：Luftstreitkräfte）
    - 第500巨人機大隊(Riesenflugzeugabteilung 500 (Rfa500))
    - 第501巨人機大隊(Riesenflugzeugabteilung 501 (Rfa501))
- 乌克兰
  - 烏克蘭空軍
    - 一架序號為R-39/16的R-VI轟炸機，西元1919年8月4日墜毀[6]